# Chorzele
Chorzele [xɔˈʐɛlɛ] (deutsch Chorzellen, älter Korschellen) ist eine Stadt im Powiat Przasnyski der Woiwodschaft Masowien in Polen. Sie ist Sitz der gleichnamigen Stadt-und-Land-Gemeinde mit 10.075 Einwohnern (Stand 31. Dezember 2020).

## Geschichte
Im Jahr 1473 wurde der Ort Chorzele das erste Mal urkundlich erwähnt. Am 15. Mai 1542 erhielt der Ort das Stadtrecht nach Magdeburger Recht von Sigismund I. verliehen. Während des Zweiten Nordischen Krieges wurde die Stadt um 1660 stark zerstört und die Zahl der Einwohner verminderte sich stark.
Bei der Dritten Teilung Polens kam der Ort unter preußische Herrschaft. Nachdem der Frieden von Tilsit geschlossen worden war, kam Chorzele ins neu gebildete Herzogtum Warschau und 1815 zu Kongresspolen. Beim Januaraufstand 1863/64 gegen die russische Teilungsmacht kam es auch in der Gegend von Chorzele zu Zusammenstößen zwischen Aufständischen und russischen Soldaten. Das Stadtrecht verlor Chorzele 1870 als Zar Alexander II. die Anzahl der Städte auf polnischem Gebiet reduzierte.
Am 1. September 1939 marschierte die Wehrmacht in die Stadt ein. Die Stadt blieb von den Deutschen bis zum Einmarsch der Roten Armee besetzt. Dieser erfolgte am 20. Januar 1945 durch die 3. Armee.

### Einwohnerentwicklung
Die Einwohnerentwicklung lässt sich nachfolgender Tabelle entnehmen. 1565 gab es in der Stadt 121 Wohngebäude. Von den 1203 Einwohnern Chorzeles, die hier 1820 lebten, waren 787 Christen, 391 Juden und 25 gehörten einer anderen Konfession an. 1865 lebten in den 232 Häusern 2439 Menschen. Darunter waren 956 Juden und 1456 Polen.
| Jahr          | 1565 | 1660 | 1676 | 1820 | 1841 | 1865 | 1880 | 1897 | 1905 | 1910 | 1945 | 1946 | 1950 | 1960 | 1970 | 1978 | 2005 |
| Einwohnerzahl | 792  | 192  | 141  | 1203 | 1700 | 2439 | 2883 | 3265 | 4000 | 5071 | 2659 | 2187 | 1933 | 2141 | 2443 | 2481 | 2780 |

## Sehenswürdigkeiten
- Pfarrkirche, errichtet 1872 bis 1878
- Hölzerne Windmühle aus dem 19. Jahrhundert

## Gemeinde
Zur Stadt-und-Land-Gemeinde (gmina miejsko-wiejska) Chorzele mit einer Fläche von 371,5 km² gehören die Stadt selbst und 41 Dörfer mit Schulzenämtern.

## Infrastruktur
Bildung

In Chorzele gibt es die Grundschule im. Marszałka Józefa Piłsudskiego sowie die Realschule im. Jana Pawła II.
Verkehr

Durch die Stadt führt die Landesstraße 57, die im Norden nach etwa 35 Kilometern in Szczytno und im Süden nach etwa 70 Kilometern in Pułtusk endet. Etwa zwei Kilometer südlich von Chorzele beginnt die Woiwodschaftsstraße 616, die nach 50 Kilometern in Ciechanów mündet. In nordöstlicher Richtung verläuft die Woiwodschaftsstraße 614. Diese mündet nach etwa 35 Kilometern in Myszyniec.
Der Flughafen Szczytno-Szymany ist der nächste Flughafen und befindet sich etwa 30 Kilometer nördlich von Chorzele. Der Flughafen bietet aber nur saisonal Linienflüge, so dass der Frédéric-Chopin-Flughafen Warschau von größerer Bedeutung für die Anbindung der Stadt durch den Luftverkehr ist. Der Frédéric-Chopin-Flughafen liegt etwa 130 Kilometer südlich von Chorzele.
Chorzele liegt an der Bahnstrecke Ostrołęka–Szczytno.

## Persönlichkeiten
- Elijahu Botschko (1888 oder 1892–1956), Schweizer Rabbiner